# Antony Deschamps

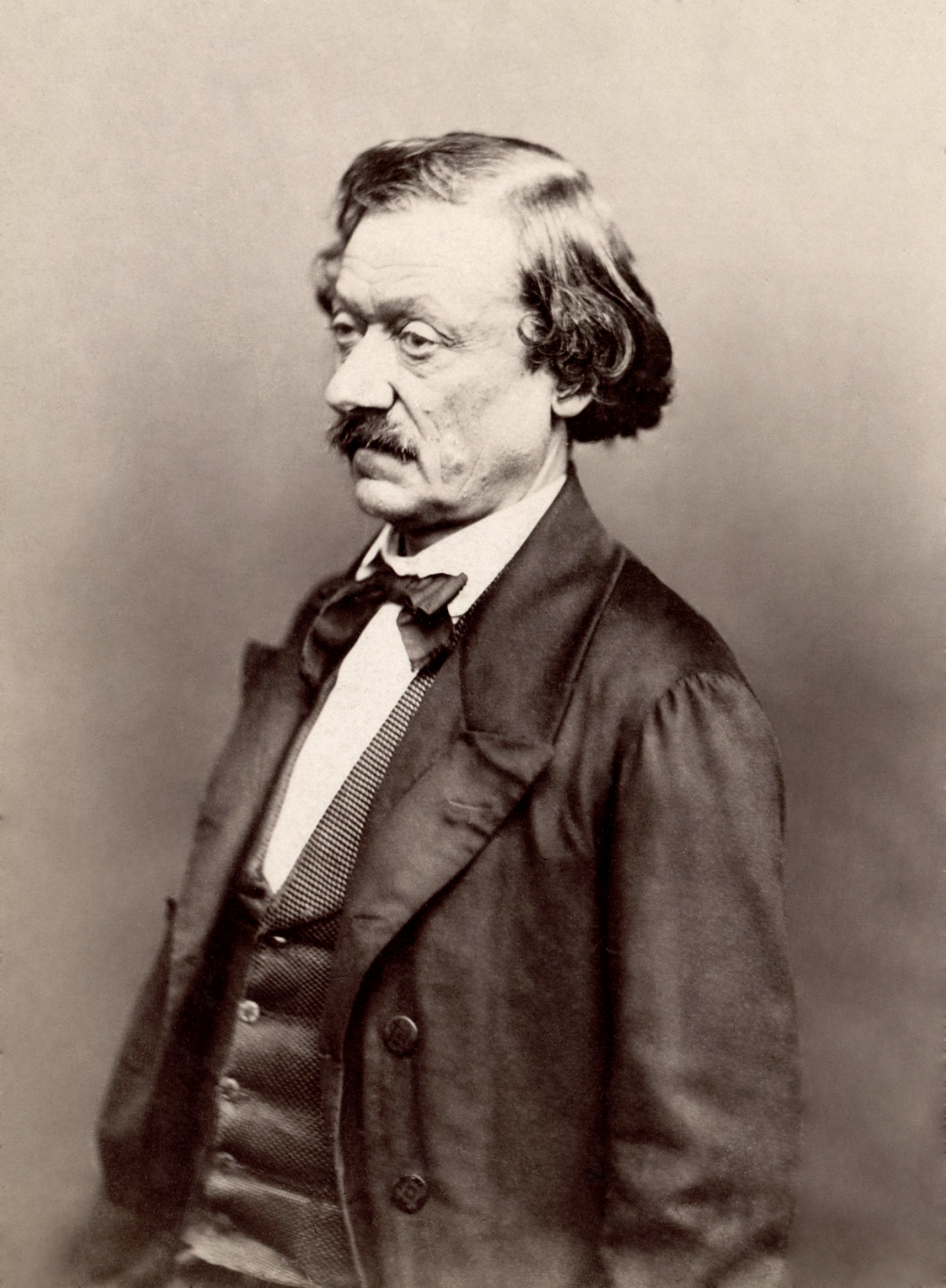
Antony Deschamps (etwa 1860)

Antony Deschamps, eigentl. Antoine-François-Marie Deschamps de Saint-Amand (* 12. März 1800 in Paris; † 29. Oktober 1869 in Passy), war ein französischer Dichter und Übersetzer.
Deschamps war der jüngere Bruder des Schriftstellers Émile Deschamps (1791–1871). Gleich seinem Bruder zählt man Deschamps zu den Parnassiens. Seinen literarischen Durchbruch erreichte er 1829 mit seiner Übersetzung von Dante Alighieris Divina Commedia.
Zwei Jahre später konnte Deschamps mit seinen „Satires politiques“ nicht mehr an diesen Erfolg anknüpfen. Der Stil seiner Lyrik wurde von der offiziellen Literaturkritik als „zu pathosreich“ gesehen.
Spätestens ab 1840 war Deschamps an einer Geisteskrankheit erkrankt, deren Ursachen angeblich in seiner Jugend lagen. 1839 konnte er als ein letztes noch „Résignation“ veröffentlichen. Sein Bruder Émile half ihm die nächsten Jahre bei seinem literarischen Schaffen, aber nach 1840 veröffentlichte Deschamps nicht mehr und zog sich von der Öffentlichkeit zurück.
Die beiden Brüder Deschamps zählen als Romantiker auch zum Umfeld der Parnassiens und veröffentlichten einiges in der von Émile und Victor Hugo gegründeten Zeitschrift „La Muse française“.

## Werke (Auswahl)
als Übersetzer
- Dante Alighieri: Göttliche Komödie

Lyrik
- Dernières paroles. 1835
- Les italiennes. 1831
- Résignation. 1839
- Satires. 1834
- Satires politiques. 1831